# John Blow

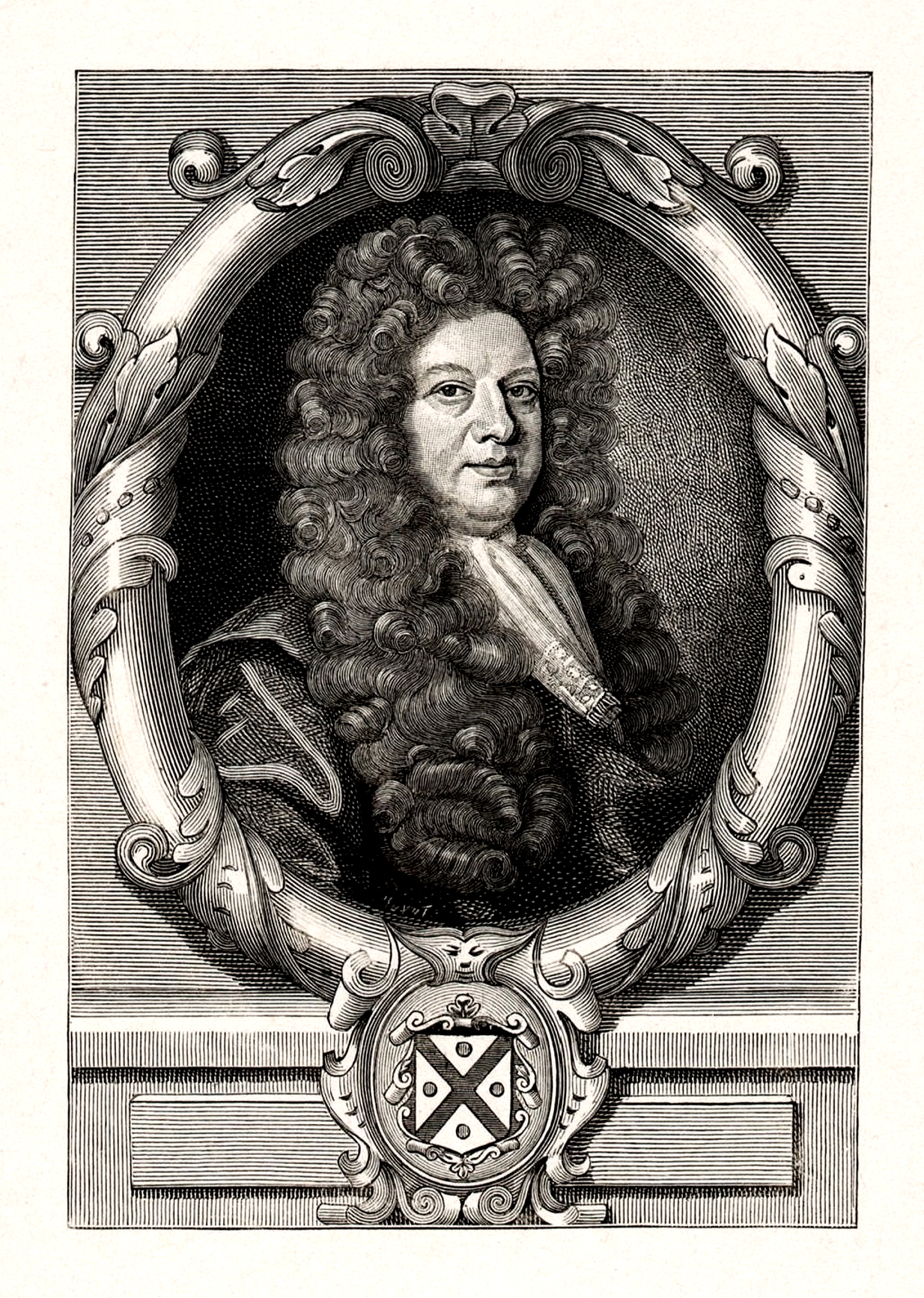
John Blow

John Blow (batizado a 23 de fevereiro de 1649 e falecido a 1 de outubro de 1708) foi um compositor e organista barroco inglês, nomeado organista da Abadia de Westminster no final de 1668. Seus alunos incluíam William Croft, Jeremiah Clarke e Henry Purcell. Em 1685 ele foi nomeado músico particular de James II. Acredita-se que sua única composição teatral, Vênus e Adônis (ca. 1680-1687), tenha influenciado a ópera Dido e Enéias posterior de Henry Purcell. Em 1687 ele se tornou o maestro do coro da Catedral de São Paulo, onde muitas de suas peças foram executadas. Em 1699 foi nomeado para o cargo recém-criado de Compositor da Capela Real.

## História
Blow provavelmente nasceu em Collingham ou Newark-on-Trent, em Nottinghamshire. Sua data de nascimento é desconhecida, mas ele foi batizado no dia 23 de Fevereiro de 1649 e é provável que ele tenha nascido um pouco antes desta data, mas não muito antes. Ele se tornou um membro do coro na Chapel Royal, onde se distinguiu pela sua proficiência em música.
Em setembro de 1673, Blow casou com Elizabeth Braddock. Eles tiveram vários filhos e ela morreu durante um parto dez anos depois.
Em 1678 John Blow já possuía um doutoramento em Música e, em 1685, era um dos músicos particulares de James II. Entre 1680 e 1687, ele escreveu sua única composição para o teatro que sobreviveu, uma mascarada para o entretenimento do rei; a ópera, Venus and Adonis.
Blow morreu a 1 de outubro de 1708, na sua casa, em Broad Sanctuary, perto da Abadia de Westminster.

## Works
Blow escreveu quatorze serviços e 30 odes para celebrações reais, 50 peças seculares semelhantes a canções e mais de cem hinos.
Além da música puramente eclesiástica e sua relativamente conhecida mascarada Vênus e Adônis , as obras de Blow incluem Great sir, the joy of all our hearts, uma ode para o dia de Ano Novo de 1682, composições semelhantes para 1683, 1686, 1687, 1688, 1689 , 1693 (?), 1694 e 1700; odes e semelhantes para a celebração do Dia de Santa Cecília em 1684, 1691, 1695 e 1700; para a coroação de Tiago II, dois hinos, Behold, O God, our Defender and God spake sometime in visions; algumas peças de cravo para a segunda parte da Criada de Henry Playford: Musick (1689); Epicedium para Queen Mary(1695) e Ode on the Death of Purcell (1696).
Em 1700 publicou Amphion Anglicus, uma coleção de peças musicais para uma, duas, três e quatro vozes, com acompanhamento de baixo figurado . Isso inclui um cenário para voz e continuo do poema The Self Banished de Edmund Waller.